# Проклятие (телесериал, 1983)
Проклятие (исп. El maleficio) — мексиканский 324-серийный телесериал ужасов с элементами детектива, триллера и фэнтези 1983 года производства компании Televisa. Является первым представителем данного жанра (затем последуют Странное возвращение Дианы Саласар и Волчица). Лауреат премий ACE, La maravilla и TVyNovelas.

## Сюжет
Дона Беатрис Перальта — вдова, после смерти супруга занимается воспитанием своих детей Вирджинии и Хуана. Повстречав миллионера Энрике де Мартино, недолго думая, соглашается выйти за него замуж. Переехав вместе с детьми в его особняк, где живут трое его сыновей от первого брака — Хорхе, Сесар и Рауль, Беатрис поняла, что под видом добродушного человека в Энрике скрывается зло. Оказалось, что это он споил свою первую супругу Нору. «Хуанито» обладает паранормальными способностями и знает все злые мысли своего отчима. Дон Энрике завсегдатай подозрительных заведений, где под видом врачей принимают посетителей потомственные ведьмы и гадалки. По ходу действия сериала происходит ряд загадочных ритуальных убийств, совершённых с целью заговора, раскрытие которых — дело чести лейтенанта Лариоса.

## Создатели телесериала

### В ролях
- Жаклин Андере — Донья Беатрис Перальта вдова де Айала/вдова де Мартино
- Эрнесто Алонсо — Дон Энрике де Мартино
- Норма Эррера — Донья Нора Вальдес де Мартино
- Умберто Сурита — Хорхе де Мартино Вальдес
- Кармен Монтехо — Донья Эмилия Мартино
- Серхио Хименес — Рауль де Мартино Вальдес/Дамиан Хуарес
- Мария Сорте — Патрисия Лара
- Эрика Буэнфиль — Вирхиния «Вики» Айала Перальта
- Эмилия Карранса — Мария де Рейна
- Глория Майо — Ева
- Арсенио Кампос — Альваро
- Серхио Гойри — Сесар де Мартино Вальдес
- Ребека Хонес — Рут Рейна
- Эдуардо Яньес — Диего Флорес
- Альба Нудия Диас — Сара
- Альфредо Леаль — Рикардо Айала/Роберто Айала
- Хорхе дель Кампо — Фелипе Рейна
- Альфонсо Меса — лейтенант Лариос
- Патрисия Рейес Спиндола — Теодора
- Карлос Брачо — Педро Хименес
- Джина Романд — Алисия
- Армандо Арайса — Хуан «Хуанито» Айала Перальта
- Ана Патрисия Рохо — Лилиана
- Моника Мартель — Альма Бауэр
- Ракель Ольмедо — Юлиана Пиетри
- Эктор Саэс — Хоао
- Нерина Феррер — Лорена де ла Гарса
- Барбара Эрмен — Лурдес «Лулу»
- Гильермо Агилар — Мейер
- Малена Дория — Соледад
- Анхелика Чайн — Синтия
- Эдуардо Линьян — Альберто Пиетри
- Рой Россельо
- Кармен Белен Ричардсон — Инес
- Луис Энрике Гусман Пиналь — Франсиско «Пако»
- Мигель Пальмер — Армандо Рамос
- Хавьер Массе — Луиджи (Глава Братства)
- Рей Паскуаль — Риоха
- Эрик дель Кастильо — Карлос Рейес

### Административная группа
- Оригинальный текст: Фернанда Вильели
- Музыкальная тема заставки: Hombre
- Вокал: Норма Эррера
- Оператор-постановщик: Карлос Санчес Суньига
- Режиссёр-постановщик: Рауль Арайса
- Продюсер: Эрнесто Алонсо

## Награды и премии
Всего телесериал был номинирован 16 раз, из которых победу одержал в 12-ти номинациях:

### ACE — 4 победы из 4 номинаций
- Лучшая актриса — Норма Эррера.
- Лучший режиссёр-постановщик — Рауль Арайса.
- Умберто Сурита получил премию за лучшее мужское откровение.
- Эрнесто Алонсо получил премию за лучший телесериал.

### La maravilla — 3 победы из 5 номинаций
- Эрнесто Алонсо получил сразу две премии в номинациях:
  - Лучший злодей;
  - Лучший телесериал.
- Лучший актёр второго плана — Умберто Сурита.

### TVyNovelas— 5 побед из 8 номинаций
- Лучший актёр второго плана — Эрнесто Алонсо.
- Лучший злодей — Умберто Сурита.
- Лучшие детские актёры — Армандо Арайса и Ана Патрисия Рохо.
- Серхио Гойри получил премию за лучшее мужское откровение.

## Критика
В тех странах мира, где транслировался сериал, было подвергнуто критике наличие большого числа страшных сцен с мистическим наполнением. Зрители отказывались смотреть «Проклятие» по причине боязни и страха. В Чили после показа первых двух серий сериал был снят с эфира, но спустя годы показ был возобновлён, и телезрители смогли увидеть его от начала до конца.